# Fortuneleptura cameneni
Fortuneleptura cameneni là một loài bọ cánh cứng trong họ Cerambycidae.